# Torre de Sanitja
Koordinaten: 40° 4′ 24,6″ N, 4° 5′ 2,2″ O

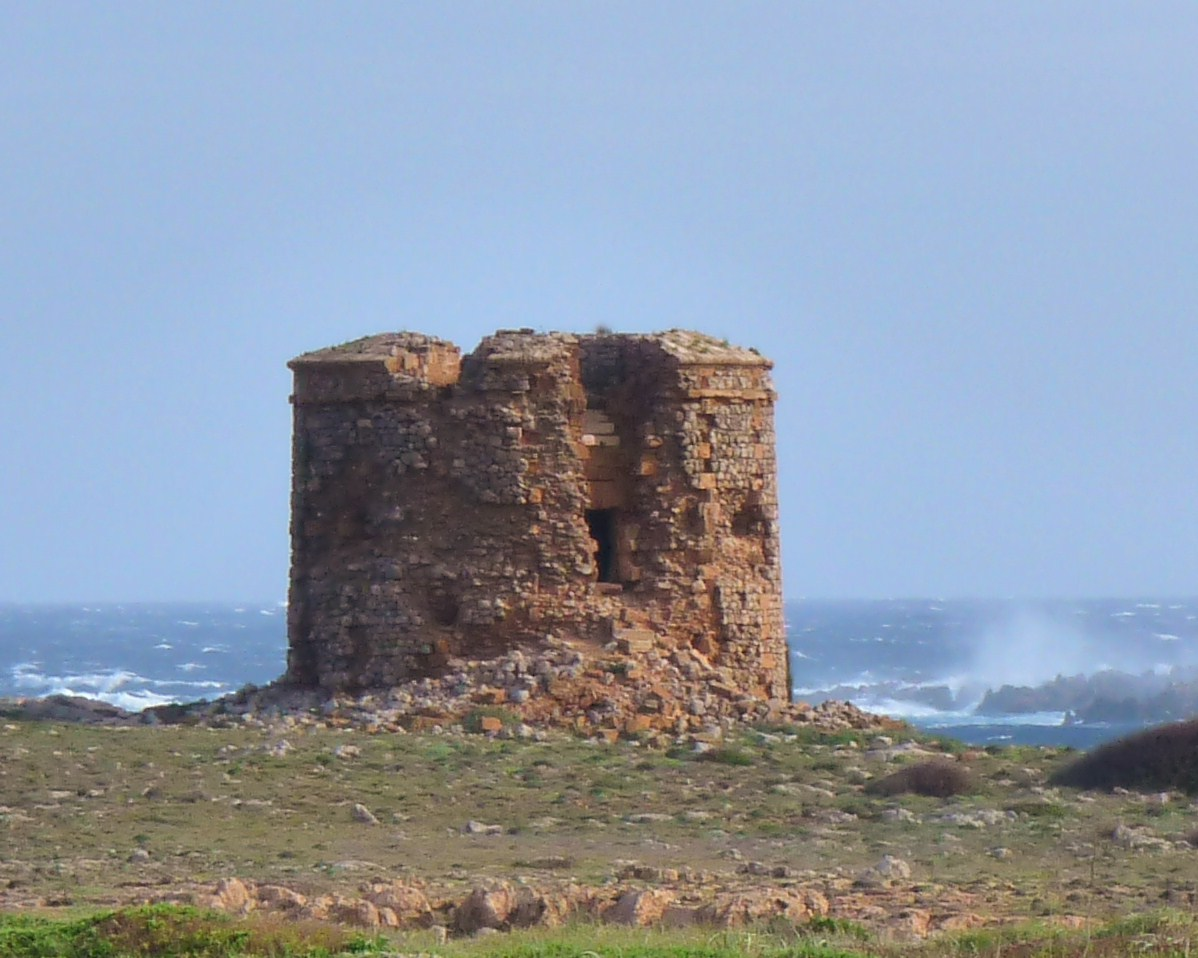
Ansicht vor der Restaurierung

Der Torre de Sanitja ist ein Küstenverteidigungsturm im Gemeindegebiet von Es Mercadal auf der Baleareninsel Menorca. 
Der Turm wurde in den Jahren 1800–1802 zum Schutz der Hafeneinfahrt von britischen Ingenieuren erbaut. Er hat drei Stockwerke mit einem Zugang zur mittleren Etage. Später wurde im Erdgeschoss eine Tür eingebaut, die Zugang zu einem achteckigen Raum mit drei Kammern bietet, die von  Tonnengewölben bedeckt sind. Diese Räume wurden als Pulver- und  Ersatzteilelager genutzt. Der Turm steht unter Denkmalschutz und wurde unter RI-51-0008578  im Register Bien de interés cultural eingetragen.
Aufgrund der starken Verwitterung wurde im Laufe der Zeit das Bauwerk teilweise zerstört und kann nicht mehr im Inneren besichtigt werden. Im Jahr 2016 stellte die Fraktion der Regionalpartei Entesa von Mercadal und Fornells einen Antrag an das Umweltministerium, den Turm wiederherzustellen.